# ولی‌خلیفه شاملو
ولی‌خلیفه شاملو (درگذشته ۱۵۸۰ میلادی) از امرای شاملوی طایفه قزلباش در دوره صفویه و پدر اسماعیل قلی‌بیگ شاملو بود. در رویداد قلعه قهقهه (۱۵۷۱ میلادی) شاه تهماسب یکم ۴ تن از سران نامی قزلباش به نام حسین‌قلی خلفای روملو، ولی‌خلیفه شاملو، پیره محمدخان استاجلو و خلیفه انصار قراداغلو را مأمور کرد که به قهقهه روند و واقعیت ماجرا را مشخص کنند و خزانه را به قزوین انتقال دهند. در جنگ‌های خراسان (۱۵۸۰ میلادی)  ولی‌خلیفه شاملو، که از امیران بزرگ طایفه شاملو بود، به دستور علی‌قلی‌بیگ گورکان شاملو مسموم شد.